# Кривая Руда (озеро)
Кривая Руда (укр. Крива Руда) — небольшое искусственное озеро (меньше 25 га), расположенное в Глобинском районе Полтавской области (Украина) на реке Кривая Руда. Русло реки местами пересыхает, на ней сделано несколько запруд, одна из которых образует озеро Кривая Руда.

## Описание
Искусственное пресноводное озеро Кривая Руда расположено на одноимённой реке, являющейся левым притоком Сулы, а после создания Кременчугского водохранилища — левым притоком Днепра между сёлами Горбы и Гриньки, Глобинского района Полтавской области (Украина).

## Этимология
Согласно версии топонимиста М. Т. Янко лексема «укр. крива» подчёркивает извилистость русла реки, а «укр. руда» указывает на то, что исток находится в ржавом болоте. Согласно разъяснению О. С. Стрижак, этимология топонимов и гидронимов, имеющих топооснову «руд» берёт начало от слова руда или связана с производством железа.